# Bojan Borstner
Bojan Borstner, slovenski filozof, predstavnik smeri analitične filozofije in pedagog, * 6. marec, 1954, Slovenj Gradec.
Osnovno in srednjo šolo je obiskoval v Ravnah na Koroškem. V Ljubljani je študiral filozofijo in sociologijo na Filozofski fakulteti, Univerze v Ljubljani, kjer je tudi magistriral na temo »Filozofija med logiko in zgodovino« ter doktoriral z disertacijo »Možnosti realizma v filozofiji znanosti«.
Po diplomi je štiri leta poučeval na Gimnaziji na Ravnah na Koroškem. Od leta 1982 je zaposlen na Pedagoški fakulteti v Mariboru, od leta 2001 kot redni profesor. Od leta 2006 je zaposlen na Oddelku za filozofijo Filozofske fakultete v Mariboru. V letih 1992-94 je bil predsednik Slovenskega filozofskega društva.

## Področja raziskovanja
Ukvarja se s številnimi filozofskimi področji: ontologijo/metafiziko, epistemologijo, filozofijo znanosti, uporabno etiko, filozofijo za otroke ter filozofijo religije (z razmerjem med vero in razumom).
Med najpomembnejšimi objavami je delo »Problemi realizma. Možnosti realizma v znanosti' (COBISS)
'« ter članka »Universals and laws of nature (Acta analytica, 1989)« in »Aristotelov ontološki kvadrat i univerzalije (Filozofska istraživanja, Zagreb 1999). Njegova bibliografija obsega preko sto člankov v domačem in tujem strokovnem in znanstvenem tisku. 